# خوسيه قطنيانة
خوسيه قطنيانة (بالإسبانية: José Cantillana)‏ هو مدرب كرة قدم ولاعب كرة قدم تشيلي في مركز الدفاع، ولد في 1 أكتوبر 1966 في إيكويكو في تشيلي. لعب مع ديبورتيس إيكيكي ونادي كوبريسال.

## وصلات خارجية
- خوسيه قطنيانة على موقع قاعدة بيانات كرة القدم.إي يو (الإنجليزية)
- خوسيه قطنيانة على موقع ناشيونال فوتبول تيمز (الإنجليزية)
- خوسيه قطنيانة على موقع Soccerway.com (الإنجليزية)